# Dropped Outta College
Dropped Outta College è il primo EP del rapper statunitense 24kGoldn, pubblicato il 22 novembre 2019 dalla Records e Columbia.

## Tracce
1. Dropped Outta College – 2:07 (Golden Landis Von Jones, Adele Elysee, David Doman, Justin Thomas)
2. The Gram (feat. Fetty Wap) – 3:18 (Golden Landis Von Jones, Charles Eric Diggers, Julius Rivera III, Kevin Andre Price, Willie Maxwell)
3. My Bed – 2:01 (Golden Landis Von Jones, Omer Fedi, Tristan Seccuro)
4. City of Angels – 1:55 (Golden Landis Von Jones, Omer Fedi, Nicco Catalano)
5. Valentino – 2:59 (Golden Landis Von Jones, Kevin Esset)
6. Games on Your Phone – 2:31 (Golden Landis Von Jones, Andrew Okamura, David Doman, Omer Fedi)
7. Been Here Before – 3:09 (Golden Landis Von Jones, Anthony M. Jones, Anton Göransson)
8. A Lot to Lose – 3:01 (Golden Landis Von Jones, Jaasu Mallory, Omer Fedi)

## Classifiche
| Classifica (2020) | Posizione massima |
| ----------------- | ----------------- |
| Estonia           | 11                |
| Stati Uniti       | 122               |